# Конечки (Псковская область)
Конечки — деревня в Печорском районе Псковской области России. Входит в состав сельского поселения «Изборская волость».
Расположена в Мальской долине в 18 км к юго-востоку от города Печоры и в 2 км к северо-западу от Изборска. Восточнее протекает река Обдех, северо-восточнее — Мальское озеро.

## Население
Численность населения деревни на 2000 год составляет 29 жителей, на 2011 год — 48 жителей.
| 2001 | 2002 | 2010 |
| ---- | ---- | ---- |
| 29   | ↘28  | ↗31  |